# Clermont-l'Hérault
 Clermont-l'Hérault  (en occitano Clarmont d'Erau) es una población y comuna francesa, situada en la región de Occitania, departamento de Hérault, en el distrito de Lodève. Es el chef-lieu y mayor población del cantón de Clermont-l'Hérault.

## Demografía
| 5538 | 6209 | 5482 | 5926 | 6041 | 6532 |
| Para los censos de 1962 a 1999 la población legal corresponde a la población sin duplicidades (Fuente: INSEE [Consultar]) |      |      |      |      |      |